# Monoctophora
Monoctophora là một chi bướm đêm thuộc họ Geometridae.